# Oxalis blackii
Oxalis blackii é uma espécie de planta do gênero Oxalis e da família Oxalidaceae.

## Taxonomia
A espécie foi descrita em 1994 por Alicia Lourteig.

## Forma de vida
É uma espécie terrícola, herbácea e subarbustiva.

## Conservação
A espécie faz parte da Lista Vermelha das espécies ameaçadas do estado do Espírito Santo, no sudeste do Brasil.

## Distribuição
A espécie é endêmica do Brasil e encontrada no estado brasileiro do Espírito Santo. A espécie é encontrada no domínio fitogeográfico de Mata Atlântica, em regiões com vegetação de floresta ombrófila pluvial e vegetação sobre afloramentos rochosos.